# Conopias cinchoneti
Caça-moscas-limão ou bem-te-vi-de-sobrancelha-amarela (Conopias cinchoneti) é uma espécie de ave da família Tyrannidae.
Pode ser encontrada nos seguintes países: Bolívia, Colômbia, Equador, Peru e Venezuela.
Os seus habitats naturais são: regiões subtropicais ou tropicais húmidas de alta altitude.